# Riki Lindhome
Erika Joan "Riki" Lindhome, född 5 mars 1979 i Coudersport i Pennsylvania, är en amerikansk skådespelerska, komiker och musiker. Hon är inom musikbranschen mest känd som sångerska och låtskrivare i komedifolkduon Garfunkel and Oates, tillsammans med Kate Micucci.
Lindhome gjorde sin TV-debut år 2002, genom mindre roller i TV-serierna Titus och Buffy och vampyrerna. Hon gjorde därefter gästspel i TV-serierna Gilmore Girls, The Big Bang Theory och Enlightened. Hon var tillsammans med Natasha Leggero en av skaparna till sitcomserien Another Period, som hon även medverkade i som skådespelare. Lindhome gjorde rösten till karaktären Kimberly Harris i den animerade sitcomserien Duncanville, samt spelade rollen som Dr. Valerie Kinbott i Netflix-serien Wednesday samt gjorde 2023 ett gästspel i Disney+-serien The Muppets Mayhem.
Lindhomes filmdebut kom år 2004 då hon spelade rollen som Mardell Fitzgerald i dramafilmen Million Dollar Baby. Hon medverkade sedan i skräckkomedierna Hell Baby och The Wolf of Snow Hollow. Hon har också haft biroller i Pulse, My Best Friend's Girl, The Last House on the Left, Powder Blue, Much Ado About Nothing, Fun Size, The Lego Batman Movie, Under the Silver Lake, Knives Out, Kung Pip och They Listen.
År 2007 skapade Lindhome, tillsammans med skådespelerskan Kate Micucci, komedifolkduon Garfunkel and Oates. Namnet är taget från de två bandmusikerna Art Garfunkel och John Oates.

## Bakgrund
Riki Lindhome, som är av svensk härkomst, föddes i Coudersport i delstaten Pennsylvania den 5 mars 1979. Hon växte upp i Portville i granndelstaten New York. Hon tog där examen från Portville High School år 1997, för att sedan studera kommunikation och film på Syracuse University där hon tog examen år 2000.

## Karriär

### Skådespeleri

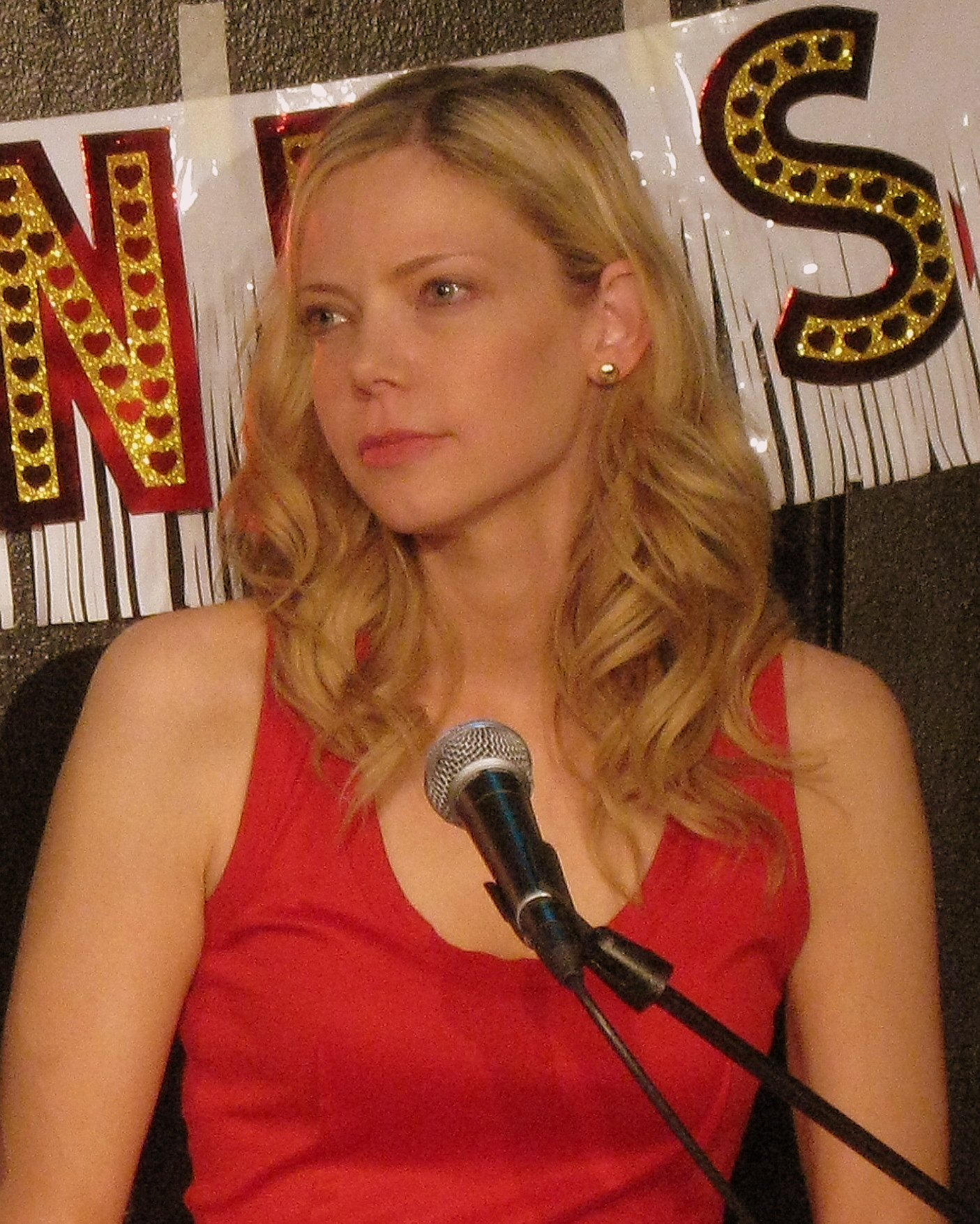
Riki Lindhome, februari 2010.

Lindhome påbörjade, utan att ha någon agent, sin skådespelarkarriär i kortfilmen "Backseat Detour". Hon fick sedan rollen som Charlie i sitcomserien Titus, samt den kryckbärande eleven Cheryl i säsong 7 av TV-serien Buffy och vampyrerna. År 2004 spelade Lindhome rollen som Mardell Fitzgerald i den Oscarsvinnande dramafilmen Million Dollar Baby. Hennes rollkaraktär är syster till huvudkaraktären Maggie Fitzgerald, spelad av Hilary Swank.
Lindhome medverkade år 2002 som en namnlös, frågvis student, i ett avsnitt av TV-serien Gilmore Girls (säsong 3). Hon fick sedan en gästroll som kaloriräknaren Juliet, i seriens femte och sjätte säsong. Hon gjorde rollen som Janelle i techno-skräckfilmen Pulse år 2006, samt rollen som en grym sjuksköterska i kriminaldramafilmen Changeling år 2008. Hon gästspelade sedan i rollen som doktoranden Ramona Nowitzki i TV-serien The Big Bang Theory i säsong 2, 10 och 11, där hennes rollkaraktär var besatt av Jim Parsons karaktär Sheldon Cooper. Hon gästspelade sedan i rollen som Jeanine i TV-serien Pushing Daisies. År 2008 spelade hon rollen som Hilary i den romantiska komedin My Best Friend's Girl, samt medverkade i ett avsnitt av TV-serien Criminal Minds i rollen som mordoffret Vanessa Holden. År 2009 spelade hon rollen som Sadie i nyinspelningen av 1972 års skräckfilm The Last House on the Left.
Mellan åren 2011 och 2013 gästspelade Lindhome i rollen som Harper i HBO-serien Enlightened. Hon spelade därefter rollen som den kvinnliga versionen av Don Johns följeslagare Conrade i Much Ado About Nothing, som är baserad på William Shakespeares pjäs Mycket väsen för ingenting. Hon spelade även rollen som Denise i komedifilmen Fun Size år 2012. År 2013 spelade hon Marjorie, i skräckkomedifilmen Hell Baby.
År 2015 skapade Lindhome tillsammans med Natasha Leggero, sitcomserien Another Period, som hade premiär på TV-kanalen Comedy Central i juni samma år, och spelade där rollen som Beatrice Bellacourt. Samma år spelade hon Becky i TV-serien The Muppets. 2015 spelade hon Arielle i två avsnitt av Fresh Off the Boat, samt den svenska detektiven Agneta Carlsson i säsong tre av Brooklyn Nine-Nine (avsnittet "The Swedes"). Hon gjorde även rösten till karaktären Poison Ivy i den animerade filmen The Lego Batman Movie år 2017.
År 2018 spelade Lindhome rollen som Shaina i ett avsnitt av dramakomediserien Kidding, samt medverkade i filmen Under the Silver Lake. I oktober 2019 medverkade hon i SoulPancakes korta dokumentärfilm Laughing Matters. En månad senare syntes hon i rollen som den trogna hustrun Donna Thrombey i mysteriefilmen Knives Out. I februari 2020 medverkade hon i den animerade sitcomserien Duncanville, där hon gjorde rösten till huvudpersonen Duncan Harris tolvåriga lillasyster Kimberly Harris. I oktober 2020 spelade hon rollen som Julia Robson, i komedithrillern The Wolf of Snow Hollow.
År 2022 gjorde Lindhome rösten till karaktären Beep Beep i den animerade filmen Kung Pip, för att sedan ta sig an rollen som Dr. Valerie Kinbott i Netflix skräckkomediserie Wednesday. Hon spelade även rollen som Justine i TV-serien The Muppets Mayhem 2023.
År 2024 medverkade Lindhome som Maud i skräckfilmen Afraid.

### Musik

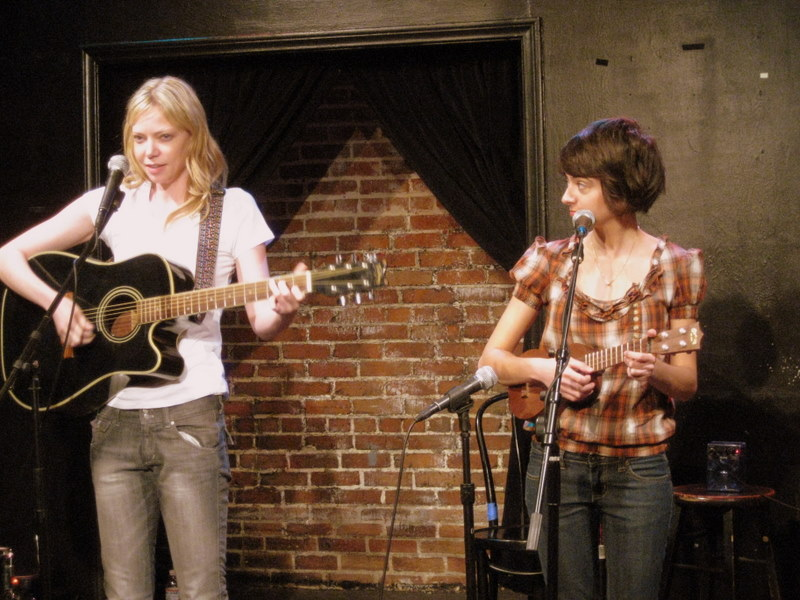
Riki Lindhome och Kate Micucci, under ett uppträdande som Garfunkel and Oates, 2009.

Lindhome är, tillsammans med vännen och medlåtskrivaren Kate Micucci, en del av komedifolkduon Garfunkel and Oates, uppkallad efter Art Garfunkel och John Oates. Hon uppträder som "Garfunkel" i denna grupp.

## Privatliv
Sedan 2022 är hon gift med komikern och skådespelaren Fred Armisen. Hon har en son genom surrogatmödraskap.

## Filmografi (i urval)

### Filmer
- 2004 – Million Dollar Baby
- 2006 – Pulse
- 2008 – Changeling
- 2008 – My Best Friend's Girl
- 2009 – The Last House on the Left
- 2009 – Powder Blue
- 2012 – Much Ado About Nothing
- 2013 – Hell Baby
- 2015 – Svampbob Fyrkant: Äventyr på torra land (röst)
- 2017 – The Lego Batman Movie (röst)
- 2018 – Under the Silver Lake
- 2019 – Knives Out
- 2022 – Kung Pip (röst)
- 2023 – Candy Cane Lane
- 2024 – Afraid

### TV-serier
- 2002 – Titus (TV-serie)
- 2002 – Buffy och vampyrerna (TV-serie)
- 2002–2006 – Gilmore Girls (TV-serie)
- 2006 – Heroes (TV-serie)
- 2008 – Pushing Daisies (TV-serie)
- 2008 – The Big Bang Theory (TV-serie) (även 2017)
- 2008 – Criminal Minds (TV-serie)
- 2009 – Bones (TV-serie)
- 2009 – Three Rivers (TV-serie)
- 2009 – Nip/Tuck (TV-serie)
- 2010 – House (TV-serie)
- 2010 – Drop Dead Diva (TV-serie)
- 2011 – $h*! My Dad Says (TV-serie)
- 2011 – United States of Tara (TV-serie)
- 2011 – Happy Endings (TV-serie)
- 2011 – Enlightened (TV-serie)
- 2013 – Äventyrsdags (TV-serie) (röst, även 2015)
- 2013 – New Girl (TV-serie)
- 2013–2014 – Super Fun Night (TV-serie)
- 2013–2014 – Monster vs. Aliens (TV-serie) (röst)
- 2015 – The Muppets (TV-serie)
- 2015 – Fresh Off the Boat (TV-serie)
- 2015 – Brooklyn Nine-Nine (TV-serie)
- 2015–2018 – Another Period (TV-serie)
- 2016 – House of Lies (TV-serie)
- 2016 – Frågefilurerna (TV-serie)
- 2018 – Modern Family (TV-serie)
- 2018–2020 – Big Hero 6 – TV-serien (TV-serie) (röst)
- 2018 – Kidding (TV-serie)
- 2020–2022 – Duncanville (TV-serie)
- 2020 – The Neighborhood (TV-serie)
- 2020 – Familjen Green i storstan (TV-serie) (röst)
- 2020 – Law & Order: Special Victims Unit (TV-serie)
- 2021 – DuckTales (TV-serie) (röst)
- 2021 – United States of AI (TV-serie)
- 2022 – Roar (TV-serie)
- 2022 – Grace and Frankie (TV-serie)
- 2022 – Wednesday (TV-serie)
- 2023 – Animaniacs (TV-serie)
- 2023 – The Muppets Mayhem (TV-serie)
- 2023 – Strange Planet (TV-serie)